# NGC 4177
NGC 4177 is een spiraalvormig sterrenstelsel in het sterrenbeeld Raaf. Het hemelobject werd op 27 maart 1786 ontdekt door de Duits-Britse astronoom William Herschel.

## Synoniemen
- MCG -2-31-21
- IRAS 12101-1344
- PGC 38937